# Талпакова, Гульжан Изимовна
Гульжан Изимовна Талпакова (каз. Гүлжан Ізімқызы Талпақова; 12 сентября 1948; Гурьев, КазССР, СССР) — советская и казахская танцовщица

, балетмейстер

, педагог. Народная артистка Казахской ССР (1981), заслуженная артистка Казахской ССР (1971).

## Биография
Родился 12 сентября 1948 года в Гурьеве (ныне Атырау) в семье рабочих.
В 1965 году окончила среднюю школу им. Н.В.Гоголя Гурьевской области.
В 1967 году окончила отделение хореографии Республиканской эстрадной цирковой студии, класс Народной арт. Каз ССР Шары Жиенкуловой.
С 1967 по 1971 год — солистка Государственная концертная организация «Казахконцерт».
С 1971 по 1984 год — солистка и руководитель ансамбля «Самал» Государственная концертная организация «Казахконцерт».
С 1974 по 1976 год — стажировка в Всесоюзная театральная мастерская эстрадного-искусства класс народных артистов СССР И.Моисеева, Л. Грикуровой, Г.Измайловой, Н.Харитонова и М.Эсембаева.
С 1992 по 1997 год — директор и режиссёр театра мод «Сымбат».
С 2000 по 2004 год — советник генерального директора Казахского государственного цирка.
С 2009 по 2024 год -  по приглашению акима Атырауской области переехала на постоянное жительство в г. Атырау и работала во Дворце культуры имени Курмангазы г. Атырау.
С 2024 года на постоянной основе живет и продолжает творческую деятельность в городе Актау. Работает в областном Дворце школьников и Культурно-досуговом комплексе им. Абая. 
В 1992 и в 1998 годах была на официальном приеме у Президента РК Н.А.Назарбаева.

### Творчество
Гульжан Изимовна за двадцать лет творческой деятельности побывала во всех городах Казахстана и С.Н.Г а также представляла национальные казахские танцы в странах: ГДР, Польша, Чехословакия, Югославия, Болгария, Венгрия, Финляндия, Швеция, Норвегия, Голландия, Вьетнам, Цейлон, Таиланд, Сингапур, Малайзия, Бразилия, Африка, Франция, США (9 штатов), Индонезия, Пакистан, Мексика, Куба, Индия, Иран, Китай, Бангкок, выезжала в составе дипломатических делегаций, а также в поездках за рубеж вместе с космонавтами В.Терешковой, Леоновым, Береговым, Гречко, Севастьяновым.
Побывала с гастролями в пятидесяти двух странах мира.
Репертуар Гульжан Изимовной полон всевозможных танцев народов мира. Она получила известность как сольная исполнительница, танцевала на сцене до 65 лет.
В 37 лет начала работу как педагог. Была главным балетмейстером государственного эстрадного ансамбля "Гульдер". У нее стажировались и получили опыт такие именитые хореографы как: Анвара Садыкова, Алмат Шамшиев, Айгуль Тати, Абдрасул Есекеев, Серик Сариев и многие другие. 
С 2010 года каждый год Гульжан Талпакова проводит свой именной конкурс среди профессиональных танцоров солистов. Конкурсы проходят в региональном, Республиканском и Международных уровнях. 
С марта 2016 года ведет активную работу с инклюзивными детьми. В г. Атырау был создан танцевальный ансамбль глухонемых девушек, который активно участвует в конкурсах и концертах города.
В декабре 2024 при поддержке Гульжан Талпаковой в г. Актау прошел концерт инклюзивных детей Мангистауской области, где были представлены концертные номера и мини-спектакль "Муха-цокотуха".

## Награды и звания
- 1968 — Лауреат Всемирного фестиваля молодежи и студентов в г. София[2].
- 1968 — Лауреат международных конкурсов Гаваны, Берлине.
- 1970 — Почётная грамота Верховного Совета Казахской ССР
- 1970 — Медаль «В ознаменование 100-летия со дня рождения Владимира Ильича Ленина»
- 1971 — Заслуженная артистка Казахской ССР — за заслуги в развитии казахского танцевального искусства. (23 лет)
- 1981 — Народная артистка Казахской ССР — за большой вклад в развитие казахского танцевального искусства и общественную активность. (33 лет)
- 2016 — Медаль «25 лет независимости Республики Казахстан» и др.[3]
- 2022 - награждена Орденом "Герой" Российской Федерации за вклад и развитие танцев народов мира.